# Grant Brebner
Grant Brebner (*Edimburgo, Escocia, 6 de diciembre de 1977), futbolista escocés. Juega de volante y su primer equipo fue Cambridge United.

## Selección nacional
Ha sido internacional con la Selección de fútbol de Escocia Sub-21.

## Clubes
| Club              | País                  | Año       |
| ----------------- | --------------------- | --------- |
| Cambridge United  | Bandera de Inglaterra | 1998      |
| Hibernian FC      | Bandera de Escocia    | 1998      |
| Reading FC        | Bandera de Inglaterra | 1998-1999 |
| Hibernian FC      | Bandera de Escocia    | 1999-2000 |
| Stockport County  | Bandera de Inglaterra | 2000-2001 |
| Hibernian FC      | Bandera de Escocia    | 2001-2004 |
| Dundee United     | Bandera de Escocia    | 2004-2006 |
| Melbourne Victory | Bandera de Australia  | 2006-     |

## Palmarés

### Campeonatos nacionales
| Título   | Club              | País                 | Año  |
| -------- | ----------------- | -------------------- | ---- |
| A-League | Melbourne Victory | Bandera de Australia | 2007 |

- Datos: Q8964981